# Vincenzo Moretti
Vincenzo Moretti (Orvieto, 14 de noviembre de 1815-Bolonia, 6 de octubre de 1881) fue un cardenal italiano de la Iglesia católica.

## Biografía
Nació el 14 de noviembre de 1815. Fue educado en el colegio jesuita de su ciudad natal y también en el seminario local. Estudió en el colegio Romano donde obtuvo el doctorado en teología el 22 de septiembre de 1838 y fue ordenado como sacerdote. Durante los siguientes casi veinte años trabajó pastoralmente en la diócesis de Orvieto.
El 17 de diciembre de 1855 fue nombrado obispo de la diócesis de Comacchio y fue consagrado como obispo por el cardenal Costantino Patrizi Naro. En los años siguientes fue transferido a la diócesis de Cesena e Imola. El 27 de octubre de 1871 fue nombrado arzobispo de Rávena donde se mantuvo hasta el 22 de septiembre de 1879, cuando renunció por parte del gobierno. En diciembre de 1877 fue nombrado cardenal por el papa Pío IX con el título de Santa Sabina. Ha participado en el cónclave de 1878 mientras eligen al cardenal Luigi Pecci como papa.
Moretti falleció en Bolonia el 6 de octubre de 1881.